# Palazzo Pubblico (Roma)
Il palazzo Pubblico della Città Giardino Aniene è un palazzo di Roma sito in piazza Sempione, nel quartiere Monte Sacro, ed ospita la sede del Municipio Roma III.

## Storia
L'edificio fu progettato da Innocenzo Sabbatini nei primi anni 1920 nell'ambito della realizzazione della Città giardino Aniene in quella che sarebbe poi dovuta diventare piazza Sempione. La funzione dell'edificio era quella di ospitare sia la delegazione comunale che altri servizi tra cui una scuola elementare, un ufficio postale e telegrafico e gli uffici della Polizia locale.
Con gli stravolgimenti edilizi degli anni '50 fu aggiunto il terzo piano, che fece perdere l'equilibrio della composizione con la perdita delle eleganti cimase e l'abbassamento in prospettiva della torretta centrale.
L'edificio è stato restaurato nel 2010.

## Descrizione
Il palazzo è posto sul lato settentrionale di piazza Sempione e presenta una forma leggermente retroflessa con ai lati due archi che segnalano altrettanti punti d'accesso alla piazza. Rispondente ai canoni del barocchetto romano e del neo-medievalismo esso si ispira ai palazzi comunali tipici della Toscana.
Il piano terra si presenta come un porticato coperto da una fila di archi bugnati che percorrono l'intera lunghezza dell'edificio, creando al piano superiore una sorta di balconata interrotta al centro da un piccolo elemento coperto posto in corrispondenza della torre dell'orologio. Sui pilastri ricoperti di tufo sono presenti delle piccole formelle in stucco ritraenti animali e riconducibili al movimento della Secessione viennese. Le finestre del secondo piano sono decorate da archi semicircolari alternati contenti maschere e volti, tra cui quella del progettista stesso.
La torre dell'orologio, posta al centro della facciata, si conclude con un'altana sovrastata da una decorazione in ferro battuto. Sulla facciata di quest'ultima sono presenti l'orologio, coperto da una tettoia spiovente, e lo stemma del quartiere con il motto "Numquam sine luce".